# Pierwiastek chemiczny

Układ okresowy pierwiastków

Pierwiastek chemiczny – podstawowe pojęcie chemiczne posiadające dwa znaczenia:
- zbiór wszystkich atomów posiadających jednakową liczbę protonów w jądrze[1],
- substancja chemiczna, która składa się wyłącznie z atomów posiadających jednakową liczbę protonów w jądrze[2].

Pierwotna definicja pierwiastka chemicznego podana przez Arystotelesa, głosząca, że jest to taka substancja, której nie da się rozłożyć na prostsze, nie jest już współcześnie stosowana.
W odpowiednich warunkach atomy pierwiastków mogą łączyć się ze sobą, tworząc związki chemiczne. Niemal cała znana materia składa się z pierwiastków chemicznych w pierwszym znaczeniu, które występują albo w stanie wolnym, albo w formie związków chemicznych i ich mieszanin. Pierwiastki w drugim znaczeniu tego słowa występują na Ziemi w formie czystej stosunkowo rzadko i poza nielicznymi przypadkami (takimi jak np. miedź rodzima) trzeba je celowo wyodrębniać z mieszanin.

## Liczba pierwiastków i ich nazewnictwo
Pierwiastki we wzorach chemicznych oraz w układzie okresowym przedstawia się w formie jedno-trzyliterowych skrótów (jedno- i dwuliterowe to oficjalne, trzyliterowe – tymczasowe). Dla przykładu: C – to węgiel, H to wodór, Cl to chlor, Uue to hipotetyczny pierwiastek 119. W skrótach tych pierwsza litera jest zawsze wielka, a pozostałe małe. Przestrzeganie tej zasady ma duże znaczenie w jednoznacznym interpretowaniu wzorów chemicznych. Na przykład Co to symbol kobaltu, CO zaś to wzór tlenku węgla, składającego się z atomu węgla (C) i tlenu (O). Skróty te pochodzą od łacińskich nazw pierwiastków.
Na początku 2010 r. znane były dowody na istnienie 118 pierwiastków chemicznych. Do grudnia 2015 roku Międzynarodowa Unia Chemii Czystej i Stosowanej (IUPAC) uznała, że przedstawione dowody spełniają wymagania niezbędne do uznania odkrycia wszystkich syntetycznych pierwiastków siódmego okresu. Pierwiastki o liczbie atomowej od 1 do 112 oraz 114 i 116 mają nadane oficjalne nazwy oraz symbole, a Polskie Towarzystwo Chemiczne ustaliło dla tych pierwiastków ich polskie tłumaczenia. Ostatnie potwierdzone pierwiastki o liczbach atomowych 113, 115, 117 i 118 oficjalnie otrzymały nazwy w listopadzie 2016 roku.
Kilka pierwiastków, otrzymanych sztucznie przy pomocy technik rozwiniętych przez fizykę jądrową, zostało odkrytych w podobnym czasie przez konkurencyjne zespoły naukowców. W efekcie w części prac były one oznaczane inaczej, niż jest to obecnie przyjęte (np. w pracach radzieckich naukowców pierwiastek 104 nosił nazwę kurczatow i symbol Ku, a Amerykanie określali pierwiastek 105 nazwą hahn, z symbolem Ha). Spór o pierwszeństwo został zakończony przez IUPAC nadaniem ostatecznych nazw w 1997 roku.
94 pierwiastki występują naturalnie na Ziemi (niektóre, np. astat, jedynie przejściowo, w naturalnych reakcjach jądrowych). Pozostałe zostały otrzymane sztucznie. Pierwiastki o liczbie atomowej powyżej 82 (bizmut i dalsze) są niestabilne, tzn. ulegają rozpadowi promieniotwórczemu w zauważalnym eksperymentalnie tempie. Oprócz tego niestabilne są także pierwiastki 43 (technet) i 61 (promet), które zostały otrzymane sztucznie. Ponadto żaden z pierwiastków o liczbie atomowej powyżej 94 nie występuje naturalnie. Wszystkie pierwiastki posiadają także niestabilne izotopy, tj. atomy w których jądrach jest ta sama liczba protonów, ale inna neutronów. Niewiele spośród nich występuje w przyrodzie; należy do nich np. tryt, niestabilny izotop wodoru, z którego buduje się bomby wodorowe.

## Własności chemiczne pierwiastków i układ okresowy
Prawo okresowości Mendelejewa głosi, że własności chemiczne pierwiastków zmieniają się periodycznie, gdy ułoży się je w kolejności ich mas atomowych. Stało się to podstawą do stworzenia tabeli nazwanej układem okresowym. Później w toku badań nad pierwiastkami okazało się, że ich własności chemiczne wykazują okresowość nie tyle ze względu na masę atomową, ile raczej na liczbę atomową. Na ogół masy atomowe pierwiastków rosną stopniowo ze wzrostem ich liczby atomowej, jednak ze względu na składy izotopowe w kilku przypadkach kolejność ta jest zaburzona.
W układzie okresowym pierwiastki dzielą się na grupy i okresy. W najczęściej spotykanych postaciach układu grupy stanowią kolumny, a okresy – rzędy tabeli. Pierwiastki występujące w jednej grupie mają zazwyczaj podobne podstawowe własności chemiczne, które przechodząc od okresu do okresu, ulegają tylko wzmocnieniu lub osłabieniu. Na przykład wszystkie oprócz wodoru pierwiastki występujące w 1. grupie układu są bardzo reaktywnymi metalami o własnościach zasadowych, tworzącymi w reakcji z wodą odpowiednie wodorotlenki. Z kolei wszystkie pierwiastki z 17. grupy są niemetalami tworzącymi w reakcji z wodą silne kwasy.

## Historia powstania
Zgodnie z teoriami Wielkiego Wybuchu i modelem standardowym fizyki cząstek elementy struktury pierwszych atomów zaczęły powstawać w plazmie kwarkowo-gluonowej po jej ochłodzeniu do temperatury 3×1012 K, gdy od Wielkiego Wybuchu minęło 10−5 sekundy. W historii „zwykłej materii” i tym samym pierwiastków wymienionych w układzie okresowym, wyróżnia się trzy podstawowe rodzaje procesów:
- powstawanie jąder najlżejszych pierwiastków, o liczbach atomowych Z ≤ 4, oraz ich atomów i cząsteczek w przestrzeni kosmicznej (powstawanie obłoków molekularnych),
- synteza jąder pierwiastków o liczbach atomowych 4 ≤ Z ≤ 26 (od Be do Fe) we wnętrzu gwiazd, które powstają z molekularnych obłoków gazowych, a w kolejnych etapach ewolucji Wszechświata – z obłoków gazowo-pyłowych,
- powstawanie pierwiastków cięższych od żelaza (26 < Z ≤ ?) w krótkich epizodach wybuchów supernowych, kończących ewolucję gwiazd masywnych.

## Historia badań

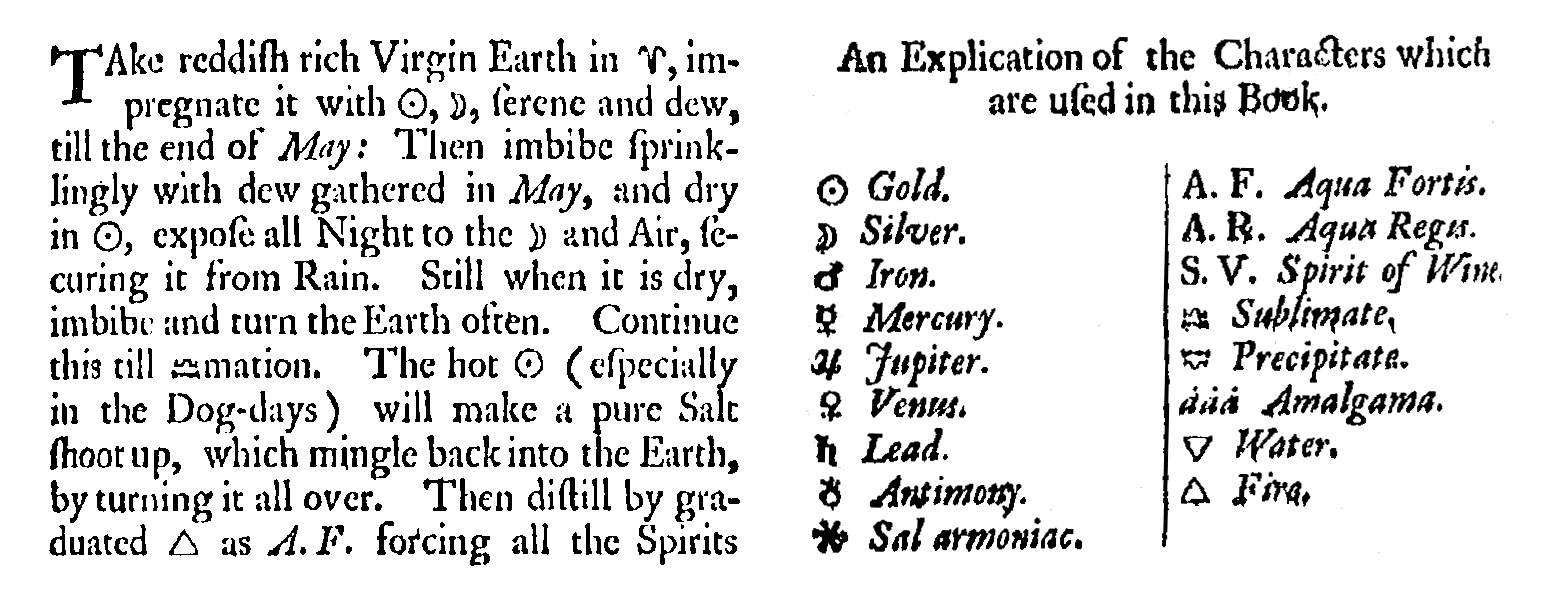
Oznaczenia pierwiastków z XVII wieku

### Koncepcje przednaukowe
Idea pierwiastka chemicznego związana jest z powstaniem nowożytnej chemii (XVII-XVIII w.). Ma ona jednak korzenie w przednaukowej filozofii przyrody, rozwijającej idee podstawowych zasad, elementów czy żywiołów. Pierwsi filozofowie szukali podstawowej zasady (Arché) leżącej u podstaw całej rzeczywistości. Nie było zgody, co jest tą podstawową zasadą: Tales z Miletu widział ją w wodzie, Anaksymander w bezkresie (apeiron), Anaksymenes w powietrzu, natomiast Heraklit w ogniu.
W późniejszym okresie filozofowie określani jako pluraliści starali się połączyć te koncepcje, uznając, że istnieje kilka jakościowo różnych zasad, leżących u podstaw rzeczywistości przyrodniczej. W ten sposób ukształtowały się koncepcje, zgodnie z którymi u podstaw rzeczywistości materialnej leży kilka podstawowych elementów. Najbardziej wpływowa była koncepcja Empedoklesa, twórcy koncepcji czterech elementów: wody, ognia, powietrza i ziemi, łącząca koncepcje Talesa, Anaksymenesa, Heraklita i Ksenofanesa. Elementy były dla niego „pierwotne i jakościowo niezmienne”. Łączyły się ze sobą w sposób mechaniczny, tworząc wielość i różnorodność rzeczy we Wszechświecie. Odmienną koncepcję wysunęli atomiści: Leucyp i Demokryt, którzy wskazywali, że wszystkie rzeczy materialne stworzone są z małych, niepodzielnych cząstek (atomów). Atomy różnią się kształtem i łączą się w różnych proporcjach, co daje w efekcie różnorodność rzeczy. Filozoficzne teorie materii oparte na żywiołach i na atomach były więc konkurencyjne i toczyły ze sobą spory. Synteza różnych koncepcji starożytnych została dokonana w teoriach Platona (łączącego Empedoklesa z atomizmem) i Arystotelesa (łączącego Empedoklesa z Anaksymandrem). Szczególnie wpływowa była koncepcja Arystotelesa, powszechnie uznawana aż do czasów nowożytnych
W przeciwieństwie do współczesnej koncepcji pierwiastka, starożytne elementy nie były uznawane za „najbardziej podstawowe substancje, które mogą zostać wyizolowane i oczyszczone”. Były pojmowane raczej jako zasady, które dopiero przez zmieszanie tworzą rzeczy materialne. Żywioł wody nadawał np. rzeczom płynność (i był częścią np. roztopionego metalu). Z kolei żywioł ziemi nadawał ciężar. Poszczególne żywioły łączono z różnymi zasadami, cechami charakteru, symbolami, ciałami niebieskimi. Taka przednaukowa wizja rzeczywistości uznawała istnienie wielu ukrytych połączeń. Żywioły nie tylko tworzyły charakterystykę materii, lecz były podstawową strukturą organizującą życie człowieka.
Rozwój alchemii w średniowieczu i wczesnej nowożytności doprowadził stopniowo do przekształcenia starożytnych żywiołów i powstania naukowej koncepcji pierwiastka chemicznego. Praktycznie nastawieni alchemicy odwoływali się często do arystotelesowskiej koncepcji 4 żywiołów, jednak obok nich wprowadzali dodatkowe podstawowe substancje, których relacje do żywiołów były niejasne. Ten kierunek rozwoju wyznaczony został przez uczonych arabskich. Zasadniczym przedmiotem zainteresowania alchemików były metale i ich transmutacje, których celami miały być otrzymanie złota lub odkrycie kamienia filozoficznego. Dżabir Ibn Hajjan uznawał ziemię, powietrze, ogień i wodę za podstawowe elementy materii. Bezpośrednimi „zasadami” tworzącymi wszystkie metale były jednak siarka i rtęć. W XVI w. Paracelsus dodał do nich sól, formułując wpływową koncepcję trójzasadową. Trzy zasady były u Paracelsusa bezpośrednimi, obserwowalnymi manifestacjami żywiołów.
Rozwój filozofii przyrody, badań empirycznych i aparatury w XVII w. związany był m.in. z porzuceniem celów dawnej alchemii i skupieniu się na bardziej ogólnych celach poznawczych. Stopniowo przyczyniło się to do porzucenia klasycznych żywiołów i sformułowania idei pierwiastka chemicznego.

### Rozwój współczesnej koncepcji pierwiastka
Za twórcę współczesnej koncepcji pierwiastka można uznać Roberta Boyle’a, który powrócił do pierwotnej definicji Arystotelesa, ale jednocześnie przedstawił serię krzyżowych eksperymentów rozkładu kilkuset substancji, dowodzącą, że w przyrodzie musi być więcej niż 4, czy nawet 6 pierwiastków. Zauważył on, że niektóre substancje poddawane „wpływowi Wulkana” (podgrzewaniu) nie dają się rozłożyć na prostsze elementy, co stawia pod znakiem zapytania koncepcję czterech żywiołów. Choć jego pisma unikały radykalnych wniosków, wynikało z nich, że podstawowe elementy materii powinny być określane drogą eksperymentalną, a nie na podstawie filozoficznej spekulacji. Było to wyraźne odejście od fizyki arystotelesowskiej, opierającej się na apriorycznych założeniach, ilustrowanych różnego rodzaju „obserwacjami”, które nie były empirycznie sprawdzane.
Rzeczywiste zerwanie z koncepcją żywiołów nastąpiło jednak dopiero wraz z badaniami Lavoisiera i odkryciem tlenu. Postępując zgodnie z programem Boyle’a, Lavoisier w 1789 obalił teorię flogistonu i jednocześnie sporządził listę 33 pierwiastków, z których później część okazała się faktycznie pierwiastkami chemicznymi, ale część była nieporozumieniem, np. na liście były światło i ciepło. Lista ta była stale uzupełniana i zmieniana przez kolejne pokolenia chemików. Do 1818 Jöns Jacob Berzelius ustalił masy molowe 45 z 49 substancji uznanych za pierwiastki. Duże zasługi w uporządkowaniu listy pierwiastków położył na przełomie XVIII i XIX wieku Humphry Davy, który konkurował i spierał się z Berzeliusem.
W 1869 r. w pierwszym układzie okresowym pierwiastków Dmitrij Mendelejew zamieścił już 66 pierwiastków. Układ okresowy znacznie przyspieszył odkrywanie nowych pierwiastków i ułatwił ustalanie, czy postulowana substancja jest nim istotnie, gdyż musiały one pasować swoimi własnościami chemicznymi i masą atomową do wolnych miejsc w układzie.
W XIX wieku głównym źródłem odkryć nowych pierwiastków były badania geologiczne. Odkryto w tym czasie m.in. większość występujących naturalnie metali ziem rzadkich. Pod koniec XIX wieku William Ramsay odkrył istnienie gazów szlachetnych, występujących w śladowych ilościach w powietrzu i niektórych gazach geologicznych.
Do początków XX wieku pierwiastek nadal definiowano tak, jak to zaproponowali Arystoteles i Boyle. Na podstawie tego, że w układzie okresowym nie było już prawie żadnych pustych miejsc, uważano też, że zostały już odkryte prawie wszystkie pierwiastki. Odkrycie zjawiska rozpadu promieniotwórczego przez Marię Skłodowską Curie i jej męża w 1898 r. z jednej strony obaliło mit o tym, że atomy pierwiastków nie mogą się rozpadać na mniejsze jednostki, a z drugiej strony otworzyło źródło odkryć kolejnych kilkudziesięciu pierwiastków chemicznych.
W 1913 r. Henry Moseley dowiódł, że okresowość własności chemicznych pierwiastków nie jest związana bezpośrednio z ich masą atomową, lecz wynika raczej z ładunku elektrycznego ich jąder, który wynika z kolei z liczby protonów znajdujących się w tych jądrach. Po odkryciu w 1913 r. przez Fredericka Soddy’ego, że część rzekomych nowych pierwiastków to w istocie izotopy już istniejących, powstała konieczność zmiany definicji tych pierwszych. Współczesna definicja pierwiastka, przyjęta przez IUPAC po II wojnie światowej określająca go jako zbiór atomów o tej samej liczbie protonów w jądrze, rozwiązuje kwestie problemów z izotopami i rozpadem promieniotwórczym.

### Najnowsze odkrycia
W 1919 r. lista pierwiastków liczyła 89 pozycji. W 1937 r. została zapełniona ostatnia poważna luka w układzie okresowym między molibdenem i rutenem, z której istnienia zdawał sobie sprawę już Mendelejew. Udało się tego dokonać badaczom z Uniwersytetu w Palermo pod kierunkiem Emilio Segrè i przy współpracy z G.T. Seaborgiem. Technet był pierwszym pierwiastkiem wytworzonym przez człowieka z innych pierwiastków.
Odkrycia nowych pierwiastków chemicznych w czasie i po II wojnie światowej związane były z rozwojem technik fizyki jądrowej, zwłaszcza z możliwością przeprowadzania reakcji jądrowych na skutek bombardowania jąder atomowych cząstkami rozpędzanymi w akceleratorach. Do początku 2010 r. otrzymano w ten sposób pierwiastki o liczbach atomowych od 93 do 118, które razem nazywane są transuranowcami.
Badania te są bardzo kosztowne i prowadzone są głównie w trzech ośrodkach naukowych na świecie:
- Lawrence Berkeley National Laboratory – w Kalifornii w Stanach Zjednoczonych,
- Zjednoczonym Instytucie Badań Jądrowych w Dubnej w Rosji,
- Instytucie Badań Ciężkich Jonów w Wixhausen – na przedmieściach Darmstadt w Niemczech.

Pierwszym w ten sposób odkrytym pierwiastkiem był neptun (1940, Edwin Mattison McMillan i Philip Abelson, Berkeley). Pierwiastek o liczbie atomowej 100 (ferm) został otrzymany w Berkeley przez zespół Alberta Ghiorso, zaś pierwiastek 101 (mendelew) otrzymał w 1955 r. zespół z Dubnej.
Najcięższym odkrytym dotąd pierwiastkiem jest oganeson (118). Miał być on rzekomo odkryty przez fizyka Victora Ninova w Berkeley w 1999 r., jednak po nieudanych próbach powtórzenia eksperymentu wyniki te zostały uznane za oszustwo. Pierwiastek ten udało się jednak ostatecznie otrzymać w Dubnej, co zostało ogłoszone 9 września 2006 r.
24 kwietnia 2008 grupa kierowana przez Amnona Marinova z Uniwersytetu Hebrajskiego w Jerozolimie ogłosiła wykrycie kilku atomów unbibi-292 w naturalnie występujących złożach toru. Rzetelność tych badań została podważona przez inne zespoły badawcze, wyniki te nie doczekały się też ogłoszenia w recenzowanym czasopiśmie naukowym (Marinov ujawnił, że „Nature” i „Nature Physics” nie przyjęły artykułu do publikacji).